# Canine Point
Der Canine Point (von englisch canine ‚Eckzahn‘) ist eine markante Landspitze an der Nordküste Südgeorgiens. Sie liegt am Kopfende der Hound Bay.
Das UK Antarctic Place-Names Committee benannte sie 2015 deskriptiv sowie im Kontext zur Benennung der Hound Bay.